# Amt Wasungen
Das Amt Wasungen war eine territoriale Verwaltungseinheit der Grafschaft Henneberg. Nach dem Aussterben der Grafen von Henneberg-Schleusingen 1583 kam das Amt unter gemeinsame Verwaltung der albertinischen und ernestinischen Wettiner. Durch Aufteilung der Grafschaft Henneberg im Jahr 1660 wurde das Amt dem Herzogtum Sachsen-Gotha zugeteilt. Danach gehörte es ab 1672 zum Herzogtum Sachsen-Gotha-Altenburg und durch Erbteilung ab 1680 zum Herzogtum Sachsen-Meiningen. Das Amt Wasungen war von 1583 bis 1825 in der Verwaltung mit dem Amt Sand verbunden.
Bis zur Verwaltungs- und Gebietsreform des Herzogtums Sachsen-Meiningen im Jahr 1827 und der damit verbundenen Auflösung bildete es als Amt den räumlichen Bezugspunkt für die Einforderung landesherrlicher Abgaben und Frondienste, für Polizei, Rechtsprechung und Heeresfolge.

## Geographische Lage
Das Gebiet des Amts Wasungen lag im Tal der mittleren Werra. Der Teil rechts der Werra gehört zum Thüringer Wald. Einige Orte liegen in den Seitentälern der unteren Schmalkalde, welche im nördlichen Amtsgebiet in die Werra mündet. Der Teil links der Werra gehört zur Vorderrhön und umfasste einige Orte im Herpf- und Katzatal.
Während seiner Zugehörigkeit zum Herzogtum Sachsen-Meiningen lag das Amt im Meininger Unterland. Das Amtsgebiet liegt heute im Südwesten des Freistaats Thüringen und gehört zum Landkreis Schmalkalden-Meiningen.

## Angrenzende Verwaltungseinheiten
| Amt Frauenbreitungen (Grafschaft Henneberg, nach 1680 zu Sachsen-Meiningen) | Amt Herrenbreitungen (henneberg.-hess. Kondominium, nach 1583 zur hessischen Herrschaft Schmalkalden) | Amt Schmalkalden (henneberg.-hess. Kondominium, nach 1583 zur hessischen Herrschaft Schmalkalden)                |
| Amt Sand (Grafschaft Henneberg, nach 1680 zu Sachsen-Meiningen)             | Kompassrose, die auf Nachbargemeinden zeigt                                                           | Amt Kühndorf (Grafschaft Henneberg, nach 1660 zum Fürstentum Sachsen-Zeitz, 1718 zu Kursachsen, 1815 zu Preußen) |
| Amt Maßfeld (Grafschaft Henneberg, nach 1680 zu Sachsen-Meiningen)          | Amt Meiningen (Hochstift Würzburg, ab 1542 Grafschaft Henneberg, ab 1680 zu Sachsen-Meiningen)        | |

## Geschichte

### Herrschaft der Herren von Wasungen und Grafen von Henneberg (12. – 16. Jahrhundert)
Der edle und sehr reiche Siegfried von Wasungen aus dem älteren Geschlecht der Herren von Wasungen wurde erst kurz nach seinem Tod 1157 und die Burg Maienluft 1190 erwähnt. Das jüngere Wasunger Geschlecht war mit den Grafen von Henneberg verwandt. Es starb um 1230 aus. Um 1228 wurde die Kleinherrschaft Wasungen offenbar der Hauptlinie der Grafen von Henneberg als Lehen aufgetragen. Seitdem gehörte sie zur Grafschaft Henneberg. Die von 1228 bis 1265 genannten „Herren von Wasungen“ waren Ministeriale der Grafen von Henneberg.
Bei der Hennebergischen Hauptteilung im Jahr 1274 fiel die „Cent Wasungen“ mit der Burg an die Grafenlinie Henneberg-Schleusingen. Das Zentgericht in Wasungen wurde vom römisch-deutschen König Albrecht 1307 zum freien Landgericht mit Appellationsinstanz erhoben. Die Henneberger konnten dadurch den Einfluss der würzburgischen Gerichtsbarkeit auf ihre Herrschaft einschränken. Graf Berthold VII. von Henneberg-Schleusingen erwirkte im Jahre 1308 dem schon 1301 „oppidum“ genannten Ort Wasungen Schweinfurter Stadtrechte. Nach dem Tod des Sohnes von Graf Berthold VII. von Henneberg-Schleusingen, dem Grafen Heinrich VIII., kam es im Jahre 1347 zu einer Erbteilung im Haus Henneberg-Schleusingen zwischen der Witwe und dem Bruder des Grafen. Als Teil des „althennebergischen“ Landes kam das Amt Wasungen zum Anteil des neuen Regenten, dem Grafen Johann I. von Henneberg-Schleusingen († 1359). 
Im Erbbuch von 1340 zählten zum Amt nur Wasungen, Stepfershausen und einige Wüstungen, die in die Stadtflur von Wasungen aufgegangen sind. Stepfershausen und die damalige Wüstung Träbes gingen schon im 14. Jahrhundert an das Amt Maßfeld verloren, die gerichtliche Oberhoheit ging später an die Zent Meiningen über. In Melkers, das ebenfalls zum Amt Wasungen gehörte, hatten die Henneberger bereits 1317 Besitzungen, 1335 folgten weitere Erwerbungen. Der Ort ging später zum größten Teil in adlige Hände über, stand aber weiterhin unter dem Schutz des Amtes. Das Dorf Zillbach kam aus Frankensteiner Besitz an die Grafschaft Henneberg, wurde aber bald wüst. Im Jahre 1461 wurde es durch Glasmacher neu gegründet und dem Amt Wasungen zugeteilt. 
Im 15. Jahrhundert wurde das Amt durch hennebergische Gebietserwerbungen im Norden und Süden erweitert. Im Norden des Amts waren dies Teile der Herrschaft Schmalkalden. Schwallungen, das noch 1340 zur Herrschaft Schmalkalden gehörte, zahlte 1493 seine Steuern bereits nach Wasungen, nachdem Henneberg in zähem Kampf Landeshoheit für das Amt und Blutgerichtsbarkeit für die Zent Wasungen errungen hatte. Um dieselbe Zeit wurde auch Niederschmalkalden dem Amt angegliedert. Möckers kam aus Herrenbreitunger Klosterbesitz über das Amt Schmalkalden an die dortige hennebergische Stiftsvogtei und nach deren Auflösung 1583 an das Amt Wasungen. Im Südosten breitete sich der Wasunger Bezirk in Richtung der würzburgischen Exklave Meiningen aus. Metzels wurde aus dem Besitz des Klosters Fulda erworben, gleichfalls die Wüstungen Günters, Rodwinden und Oberwallbach. Das bisher zur würzburgischen Enklave Meiningen gehörige Wallbach fügte sich erst 1480 in den Amtsverband ein.
Zwischen 1299 und 1446 ist die Burg Maienluft als Verwaltungs-Mittelpunkt der Vogtei bzw. des Amtes Wasungen (mit Vogt, Torwärtern, Türmern und Wächtern) nachweisbar. In der Zeit um 1500 verlor sie ihre militärische Funktion und die Wehranlagen begannen zu verfallen. Obwohl sie den Bauernkrieg unbeschädigt überstanden hatte, war sie nicht mehr von strategischer Bedeutung. Das mittelalterliche Vorwerk wurde in eine Domäne (staatliches Gut) umgewandelt. 1543/44 führten die Grafen von Henneberg-Schleusingen die Reformation durch.

### Das Amt unter gemeinsamer Verwaltung der ernestinischen und albertinischen Wettiner
Nach dem Aussterben der Grafen von Henneberg im Jahr 1583 kam Wasungen gemäß dem Kahlaer Vertrag von 1554 unter gemeinschaftliche Verwaltung der ernestinischen und albertinischen Wettiner. Seit dieser Zeit war das Amt verwaltungstechnisch bis 1825 stets mit dem benachbarten Amt Sand in Personalunion vereint. Die Burg Todenwarth, welche die Henneberger als Teil einer Landwehr als Schutz- und Zollburg an ihrer Herrschaftsgrenze errichten ließen, wurde in einem Rezess zwischen den Wettinern und der Landgrafschaft Hessen als Besitzer der Herrschaft Schmalkalden geteilt, d. h., sie war beiden fürstlichen Häusern lehnbar.
Der Hochgerichtsbezirk der Zent Wasungen zählte im 16. Jahrhundert die Orte Wasungen, Helmers, Mehmels, Möckers, Bonndorf, Solz und die in diesen Bereich liegenden Wüstungen. Schwallungen, Möckers und Niederschmalkalden, die ursprünglich zu Amt und Zent Schmalkalden gehörten, wurden dem Amt zwar tatsächlich schon mit der Erwerbung der Landeshoheit eingegliedert, doch wurde dieser Zustand erst in dem 1619 zwischen der Landgrafschaft Hessen-Kassel und den Wettinern abgeschlossenen Tauschvertrag mit Übergang der Gerichtsbarkeit auf Wasungen formell anerkannt.

### Herzogtümer Sachsen-Gotha(-Altenburg) und Sachsen-Meiningen (16. – 19. Jahrhundert)
Bei der Realteilung der Grafschaft Henneberg im Jahr 1660 kam Wasungen unter gemeinsame Verwaltung der Herzogtümer Sachsen-Weimar (1640–1672) und Sachsen-Gotha (1640–1680). Bereits 1661 teilten beide Herzogtümer ihren Besitz und das Amt Wasungen kam somit zum Herzogtum Sachsen-Gotha, welches sich ab 1672 Sachsen-Gotha-Altenburg nannte. Durch die Teilung im Jahr 1660/61 kamen ebenfalls die Orte Stepfershausen und Herpf aus dem Amt Maßfeld und Utendorf aus dem Amt Kühndorf an Sachsen-Gotha und wurden dem Amt Wasungen angegliedert. Weiterhin ging die Hochgerichtsbarkeit über die Orte Metzels, Wallbach und Melkers von der Zent Meiningen an das Amt Wasungen über. Andererseits verlor die Zent Wasungen den Ort Solz an das Amt Maßfeld und seine reichen Wälder um Zillbach an das Herzogtum Sachsen-(Weimar)-Eisenach, welche seitdem von Kaltennordheim aus verwaltet wurden.
Ab 1672 gehörte das Amt Wasungen zum Herzogtum Sachsen-Gotha-Altenburg. Stepfershausen und Herpf fielen in diesem Jahr an das Amt Maßfeld zurück. Als das Herzogtum Sachsen-Gotha-Altenburg im Jahr 1680 geteilt wurde, kam das Amt Wasungen an das Herzogtum Sachsen-Meiningen. Der Ort Utendorf ging 1702 an das Amt Meiningen. 
Im Jahre 1747 wurde Wasungen im „Wasunger Krieg“ von Herzog Friedrich von Sachsen-Gotha besetzt. Er nutzte einen banalen Meininger Hofdamenstreit, um mit Heeresmacht in Sachsen-Meiningen einzufallen. Wasungen wurde das Opfer und blieb bis 1748 besetzt. Die wechselhaften militärischen Operationen um die Stadt gingen als größte Tragi-Komödie der deutschen Kleinstaaterei des 18. Jh. in die Geschichte ein.
Das Amt Wasungen umfasste im 18. und 19. Jahrhundert die Stadt Wasungen, die einen eigenen Niedergerichtsbezirk bildete und die Dörfer Niederschmalkalden, Möckers, Schwallungen, Bonndorf, Mehmels, Metzels, Wallbach und Melkers. Das Wasunger Hochgericht behielt den glänzenden, aber inhaltsleer gewordenen Titel „Kaiserliches Freigericht“ bis zum Ende seines Bestehens. 1825 wurde die verwaltungsbezogene Personalunion mit dem Amt Sand aufgehoben und dieses erhielt einen eigenen Amtmann. Melkers wurde dem Amt Meiningen angegliedert.
Im Rahmen der Neuorganisation des Meininger Unterlandes wurde das Amt Wasungen im Jahr 1827 aufgelöst. Nach der Trennung von Justiz und Verwaltung wurde in Wasungen zwar für die Rechtsprechung ein Justizamt belassen, die untere Verwaltungsbehörde aber nach Frauenbreitungen verlegt. Bereits 1829 wurde das Kreisamt Frauenbreitungen wieder aufgelöst und in die beiden Verwaltungsämter Wasungen und Salzungen geteilt, wobei die Ämter Wasungen und Sand zu ersterem zusammengefasst wurden. Die Rechtsprechung wurde dem Kreisgericht Meiningen unterstellt.
Bei einer strukturellen Neuordnung des Herzogtums Sachsen-Meiningen im Jahr 1868 wurde das Verwaltungsamt Wasungen aufgelöst und mit anderen Verwaltungsämtern des Meininger Unterlands dem neu gegründeten Landkreis Meiningen angegliedert.

## Zugehörige Orte
Städte
- Wasungen

Dörfer
| - Melkers - Mehmels - Metzels - Möckers | - Niederschmalkalden - Schwallungen - Wallbach |

Burgen
- Burg Maienluft (später Kammergut)
- Zollburg Todenwarth (sachsen-meiningischer Anteil)

Einzelgüter
- Bonndorf
- Kohlmühle
- Papiermühle
- Windenhof bei Schwallungen (auf der Flur Nieder- oder Altschwallungen)
- Die Zwiß, ein einzelnes Wirtshaus
- Ehemaliges Wilhelmiterkloster in Wasungen (1282 gegr.), seit der Reformation Kammergut

Wüstungen
| - Ablas oder Ales - Alt- oder Niederschwallungen - Kralach (Creuwelingen) - Dietwinden - Ober- und Unterdollendorf - Grub - Grumbach - Günthers - Helmershof - Hergets | - Jäkershof - Kirschenhof (Ober- und Unterhof) - Körnbach (Ober- und Unterhof) - Leutes oder Rolich - Mönchsgrund - Oekers - Oberwallbach - Ringels - Rodwinden - Rupperg | - Schambach (Scambah) - Ober- und Unterschwarzbach - Saydenthal - Sieberts (Sigifrides) - Stetten - Ober- und Niederstauerschlag - Streiffhausen - Türkenhof (Stettengehauwe) - Werners (Werinesbrunno) |

Dem Landgrafen von Hessen-Philippsthal gehörte ein Gut in Schwallungen. Die Waldungen des Zillbacher, Schwallunger und Wasunger Forsts in den sachsen-meiningischen Ämtern Sand und Wasungen (drei Parzellen) gehörten zur Exklave Zillbach des Herzogtums Sachsen-Eisenach (Amt Lichtenberg).

## Amtleute und weitere Verwalter
Oberamtleute
- Johann Ludwig von Miltitz (1707–1720)
- Hans Erich von Rabiel (1720–1723)
- Friedrich Christian Schenk (1723–1746)

Amtleute
- Konrad Johann Meß (1680–1685)
- Johann Adam Henning (1685–1696)
- Caspar Heinrich Rosa (1696–1702)
- Johann Ernst Reinwald (1702–1733)
- Ludwig Friedrich Reinwald (1733–1751)
- Philipp Adam Christian Reinwald (1752–1761)
- Karl Ludwig Heim (1765–1788)
- Franz Josias von Hendrich (1788–1791)
- Karl Friedrich Ludwig (1791–1793)
- Ernst Christian Deahna (1793–1796)
- Philipp Jakob Heusinger (1797–1816)
- Christoph Anton Gottlieb Ilgen (1816–1826)
- Anton Keßler (1822–1828)

Amtskommissare
- Christoph Anton Gottlieb Ilgen (1804–1816)

Amtsadjunkte
- Ludwig Friedrich Reinwald (1732–1733)

Amtsrichter
- Caspar Tobias Gassert (1680–1684)
- Johann Siegmund Ehrhardt (1684–1696)
- Johann Simon Ehrhardt (1701–1728)

Amtsaktuare
- Johann Georg Born (1722–1764)
- Christoph Anton Gottlieb Born (1764–1776)
- Paul Philipp Hugo (1776–1777)

Amtssekretäre
- Paul Philipp Hugo (1777–1800)
- Christoph Anton Gottlieb Ilgen (1800–1804)
- Heinrich Molwitz (1805–1807)
- Georg Anton Otto (1807–1808)
- Abraham Gottlieb Fromm (1808–1814)
- Ernst Friedrich Weber (1812–1825)
- Christoph Schneider (1825–1827)

Amtsfischer zu Wasungen
- Konrad Läufer (1658–1696)
- Hans Fuckel (1722–1732)
- Johann Abel Malsch (1732–1740)
- Andreas Tanner (1740–1758)
- Matthes Burkhardt (1758–1787)
- Johann Adam Hoffmann (1787)

Amtsfischer zu Wernshausen
- Hans Adam Kremmer (1682)
- Daniel Kremmer (1705–1732)
- Hans Veit Kremmer (1732–1758)
- Wilhelm Fischer (1811)

Amtsfischer zu Schwallungen
- Georg Simon Reif (1813)

Justizamtmann des Justizamts Wasungen (1827–1829)
- Ernst Friedrich Weber (1827–1829)

Justizamtssekretär des Justizamts Wasungen (1827–1829)
- Karl Richter (1827–1829)